# Mistrzostwa Świata w Kolarstwie Szosowym 1934
14. Mistrzostwa świata w kolarstwie szosowym – zawody kolarskie, które odbyły się 18 sierpnia 1934 w niemieckim mieście Lipsk. Były to drugie zorganizowane w tym kraju mistrzostwa świata w kolarstwie szosowym (poprzednio w 1927). Nikomu nie udało się obronić tytułu mistrza świata. 
Polacy nie zdobyli żadnego medalu, a najlepszym osiągnięciem było zajęcie 10. miejsca (ex aequo) przez Wiktora Oleckiego w wyścigu ze startu wspólnego amatorów.

## Kalendarium zawodów
| Kalendarz MŚ w Kolarstwie Szosowym 1934 |       |
| Konkurencja (dystans)                   | Data  |
| Konkurencja (dystans)                   | 18.08 |
| Mężczyźni                               |       |
| Elita                                   |       |
| Wyścig ze startu wspólnego (225,6 km)   |       |
| Amatorzy                                |       |
| Wyścig ze startu wspólnego (112 km)     |       |

## Medaliści
| Konkurencja dystans – (data)                        | Złoto:          | Czas (prędkość)       | Srebro:       | Czas   | Brąz:            | Czas   |
| Mężczyźni                                           |                 |                       |               |        |                  |        |
| Elita                                               |                 |                       |               |        |                  |        |
| Wyścig ze startu wspólnego 225,6 km – (18 sierpnia) | Karel Kaers     | 5:56:15 (37,994 km/h) | Learco Guerra | + 0:00 | Gustave Danneels | + 0:00 |
| Amatorzy                                            |                 |                       |               |        |                  |        |
| Wyścig ze startu wspólnego 112 km – (18 sierpnia)   | Kees Pellenaars | 2:43:03 (41,218 km/h) | André Deforge | + 0:00 | Paul-Émile André | + 0:00 |

## Szczegóły
| Miejsce | Zawodnik            | Narodowość | Czas    |
| złoto   | Karel Kaers         | Belgia     | 5:56:15 |
| srebro  | Learco Guerra       | Włochy     | + 0:00  |
| brąz    | Gustave Danneels    | Belgia     | + 0:00  |
| 4       | Gerhard Hutschke    | III Rzesza | + 0:00  |
| 5       | Gerrit van der Ruit | Holandia   | + 0:00  |
| 6       | Paul Egli           | Szwajcaria | + 0:00  |
| 7       | Josy Kraus          | Luksemburg | + 0:00  |
| 8       | Thijs van Oers      | Holandia   | + 0:00  |
| 9       | Hans Gilgen         | Szwajcaria | + 0:00  |
| 10      | Mariano Cañardo     | Hiszpania  | + 0:00  |

| Miejsce | Zawodnik            | Narodowość      | Czas    |
| złoto   | Kees Pellenaars     | Holandia        | 2:43:03 |
| srebro  | André Deforge       | Francja         | + 0:00  |
| brąz    | Paul-Émile André    | Belgia          | + 0:00  |
| 4       | Charles Holland     | Wielka Brytania | + 0:00  |
| 5       | Werner Grundahl     | Dania           | + 2:58  |
| 6       | Jean Goujon         | Francja         | + 2:58  |
| 7       | Percy Stallard      | Wielka Brytania | + 2:58  |
| 8       | Frode Sørensen      | Dania           | + 2:58  |
| 9       | František Haupt     | Czechosłowacja  | + 2:58  |
| 10      | Wiktor Olecki       | Polska          | + 2:58  |
|         |                     |                 |         |
| 29      | Franciszek Kiełbasa | Polska          | + 2:58  |

## Tabela medalowa
| Tabela medalowa |               |       |        |      |       |
| Miejsce         | Reprezentacja | Złoto | Srebro | Brąz | Razem |
| 1               | Belgia        | 1     | 0      | 2    | 3     |
| 2               | Holandia      | 1     | 0      | 0    | 1     |
| 3               | Francja       | 0     | 1      | 0    | 1     |
| 3               | Włochy        | 0     | 1      | 0    | 1     |